# Barker (comtat de Broome)
Barker és una població del Comtat de Broome (Nova York) als Estats Units d'Amèrica. Segons el cens dels Estats Units del 2000 tenia 2.738 habitants.

## Demografia
Segons el cens del 2000, Barker tenia 2.738 habitants, 993 habitatges, i 754 famílies. La densitat de població era de 25,5 habitants/km².
Dels 993 habitatges en un 37% hi vivien nens de menys de 18 anys, en un 60,5% hi vivien parelles casades, en un 8,6% dones solteres, i en un 24% no eren unitats familiars. En el 18,5% dels habitatges hi vivien persones soles el 5,9% de les quals corresponia a persones de 65 anys o més que vivien soles. El nombre mitjà de persones vivint en cada habitatge era de 2,76 i el nombre mitjà de persones que vivien en cada família era de 3,1.
Per edats la població es repartia de la següent manera: un 28,5% tenia menys de 18 anys, un 7,3% entre 18 i 24, un 30,2% entre 25 i 44, un 23,7% de 45 a 60 i un 10,3% 65 anys o més.
L'edat mediana era de 38 anys. Per cada 100 dones de 18 o més anys hi havia 107 homes.
La renda mediana per habitatge era de 37.056 $ i la renda mediana per família de 39.267 $. Els homes tenien una renda mediana de 30.691 $ mentre que les dones 21.492 $. La renda per capita de la població era de 16.192 $. Entorn del 7,6% de les famílies i el 10,9% de la població estaven per davall del llindar de pobresa.